# Ciprian Perju
Ciprian Perju (sinh ngày 18 tháng 3 năm 1996) là một cầu thủ bóng đá người România thi đấu cho Afumați theo dạng cho mượn từ Viitorul Constanța ở vị trí hậu vệ.